# 广州塔站 (有轨电车废站)
广州塔站是海珠有轨电车1号线已停用的车站，位于中國廣東省廣州市海珠区阅江西路与艺苑路北侧之地面，广州塔西北侧。车站于2014年12月31日随线路开通試乘而启用，时为有轨电车的西端终点站；2024年11月12日14:00起，本站关闭并开始拆除，有轨电车终点站改至前称广州塔东站的车站。

## 車站結構
广州塔站拆除前，在始发月台一侧设有自动售票机。月台西侧设交叉渡线供所有列车折返，若其因海心桥的安保活动被占用，该交叉渡线及后面的存车线将暂停使用。
| 地面 | 侧式站台 | 侧式站台                                    | 侧式站台 | 侧式站台 |
|      | 北站台   | █海珠有轨1号线 终点站台                     |          |          |
|      | 南站台   | █海珠有轨1号线 万胜围方向（下站：广州塔东） |          |          |
|      | 侧式站台 |                                             |          |          |

## 接驳交通
本站与同为始发站的万胜围站一样，均可转乘广州地铁。地铁广州塔站位於本站的南面，乘客可到該站轉乘3号线以及APM线。
| 地铁（广州塔站） - 3号线 - APM线 巴士（广州塔西站） \| 编号 \| 编号 \| 线路 \| 线路 \| 线路 \| 收费 \| 备注 \| \| ---- \| ----------- \| ---------------- \| ---- \| -------------------- \| ---- \| ---------------------- \| \| \| 11 \| 大元帅府 \| ⇆ \| 广州火车东站 \| 2元 \| \| \| \| 262 \| 珠江帝景苑 \| ⇆ \| 新洲码头 \| 2元 \| 经赤岗北路（艺洲路口） \| \| \| 468 \| 海琴湾（下渡路） \| ⇆ \| 土华 \| 2元 \| \| \| \| 旅游观光1线 \| 黄埔古村 \| ⇆ \| 珠江泳场（海印公园） \| 2元 \| \| |             |                  |      |                      |      |                        |
| 编号 | 编号        | 线路             | 线路 | 线路                 | 收费 | 备注                   |
| | 11          | 大元帅府         | ⇆    | 广州火车东站         | 2元  |                        |
| | 262         | 珠江帝景苑       | ⇆    | 新洲码头             | 2元  | 经赤岗北路（艺洲路口） |
| | 468         | 海琴湾（下渡路） | ⇆    | 土华                 | 2元  |                        |
| | 旅游观光1线 | 黄埔古村         | ⇆    | 珠江泳场（海印公园） | 2元  |                        |

## 利用状况

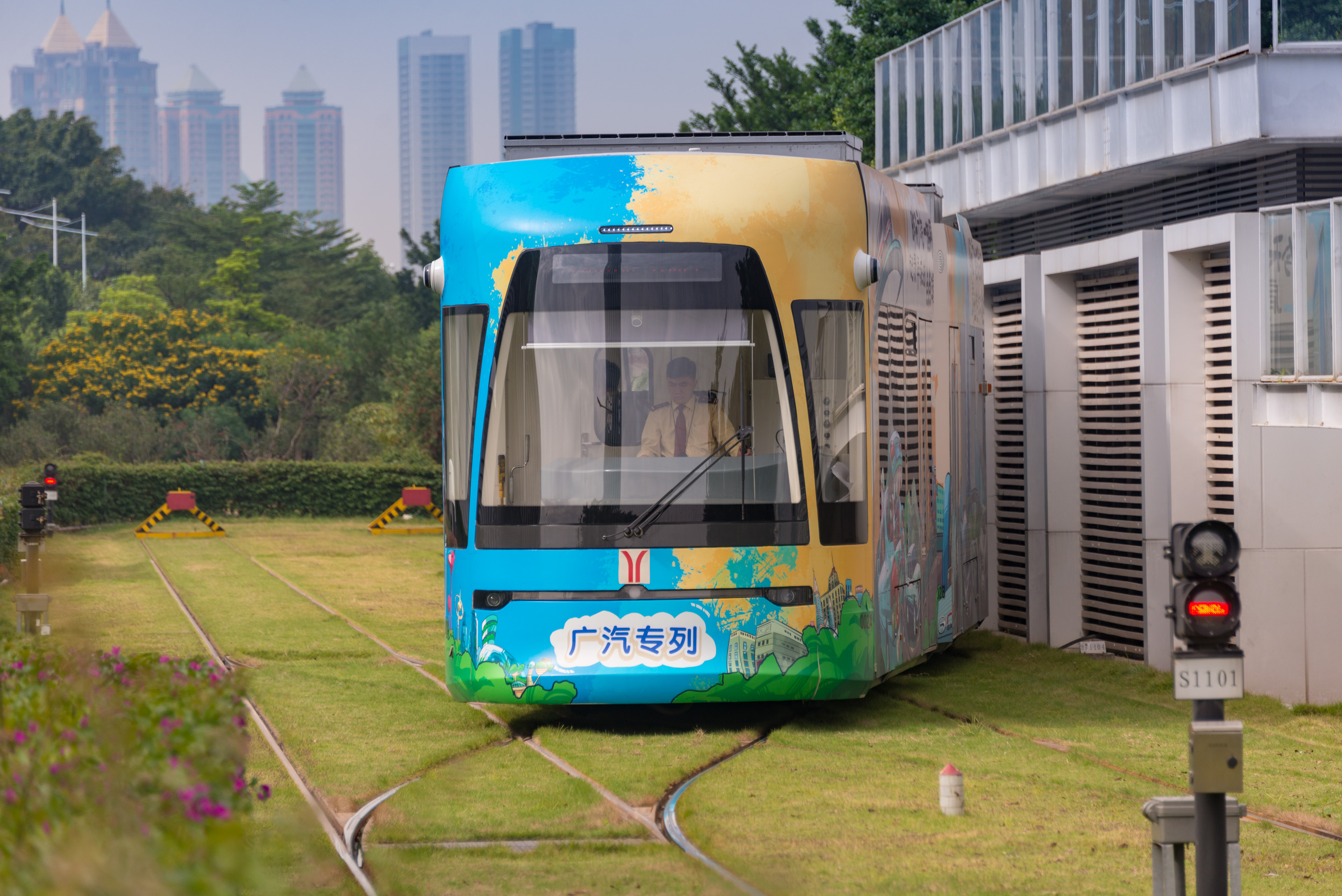
一列有轨电车正在本站站后折返线折返

本站位处广州塔景区范围，且作为与地铁接驳的终点站，有大量乘客会在此站乘车。每逢周末、节假日及暑期，更有大量游客使用本站；因此运营方会在人流高峰期临时截短有轨电车至猎德大桥南站，暂停本站服务，以维持广州塔周边地区的人流秩序。2023年全年，广州塔站日均客流6,638人次，占全线各站的46.7%。

## 历史
2014年12月31日，本站随线路开通試乘而启用。
受疫情防控措施影响，海珠有轨电车1号线曾于2022年11月5日至11月30日暂停服务，本站在此期间需要关闭。

## 关站

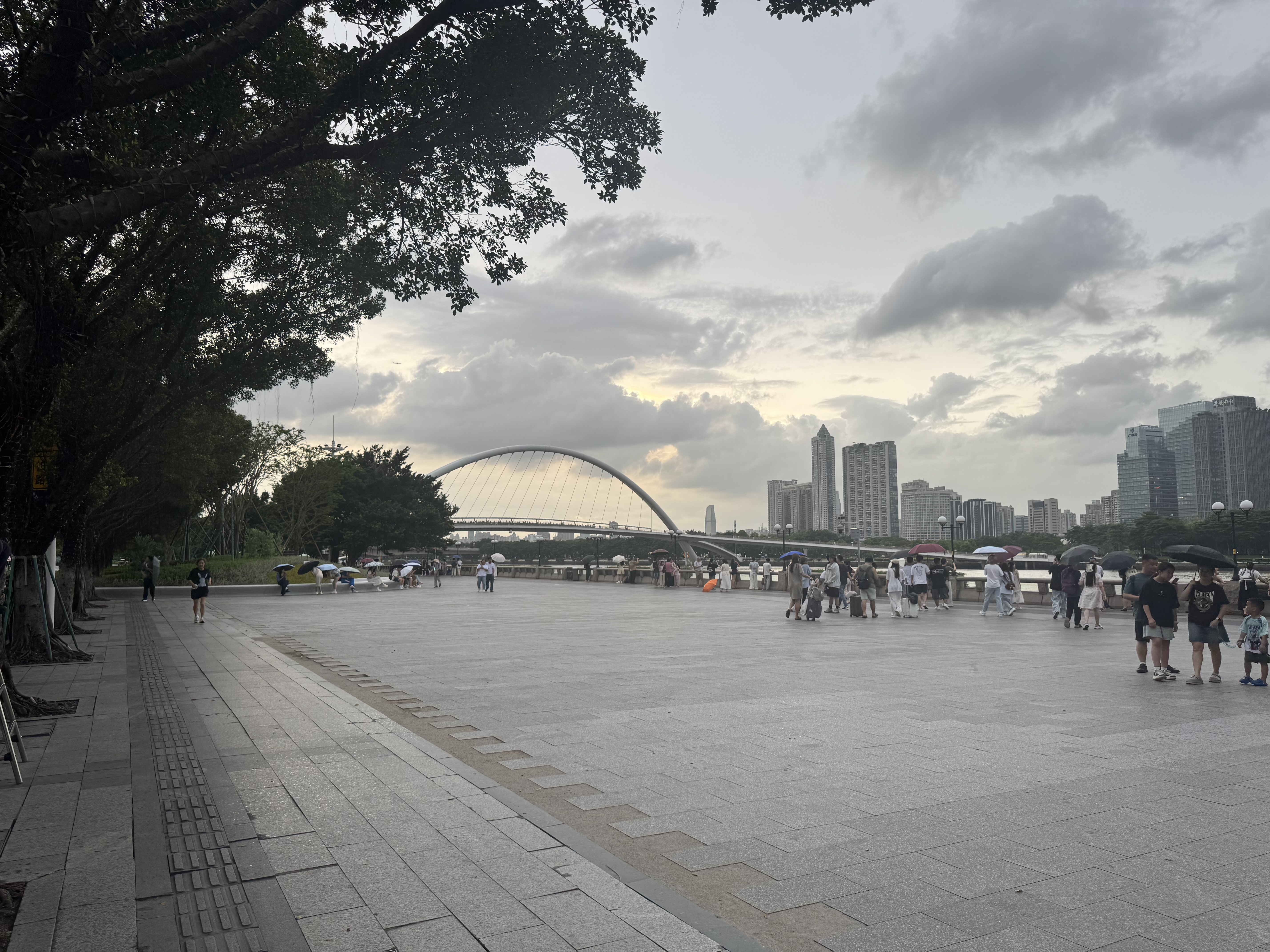
拆除后的原有轨广州塔站，远处即海心桥

由于海珠有轨1号线大部份路段采用独立路权，游客从广州塔需绕行方可前往珠江边步道，被指缺少无障碍设施的同时不满足消防要求，节假日期间更需要临时关站以维持景区秩序；本站站后折返线区域更一度遭海心桥安检设施占用，使得列车无法在本站折返，运行效率极大降低，故当局决定配合阅江路品质提升项目，将有轨电车截短至广州塔东站，并将释放出的空间纳入广州塔景区的一部分。
2024年11月12日中午14时，本站正式关闭，成为广州市内首座关闭的城市轨道交通车站。之后线路终点站由本站迁至广州塔东站，由原来的广州塔东站继承本站的名称及功能，并拆除本站及两站间路轨。相关工程于2025年6月底竣工，并于2025年7月1日起重新启用新广州塔站。